# Pallenoides stylirostrum
Pallenoides stylirostrum is een zeespin uit de familie Callipallenidae. De soort behoort tot het geslacht Pallenoides. Pallenoides stylirostrum werd in 1973 voor het eerst wetenschappelijk beschreven door Stock. 